# Tipula hoogerwerfi
Tipula hoogerwerfi är en tvåvingeart som beskrevs av Alexander 1944. Tipula hoogerwerfi ingår i släktet Tipula och familjen storharkrankar. Inga underarter finns listade i Catalogue of Life.